# Simon Terry
Simon Duncan Terry (ur. 27 lutego 1974 w Stirling, zm. w 19 lipca 2021) – brytyjski łucznik sportowy. Dwukrotny brązowy medalista olimpijski z Barcelony (1992; indywidualnie i drużynowo) i uczestnik igrzysk olimpijskich (2008, 2012).
Terry rozpoczynał karierę w rodzinnej Szkocji, zaś w wieku ośmiu lat przeniósł się do Anglii. Pierwszy etap jego kariery sportowej był krótki i pełen sukcesów. W wieku 18 lat zadebiutował na igrzyskach olimpijskich 1992 w Barcelonie, gdzie oprócz brązu z reprezentacją Wielkiej Brytanii (w składzie Terry, Steven Hallard, Richard Priestman) nieoczekiwanie zdobył również brąz w indywidualnych zawodach olimpijskich po zajmowaniu dopiero 20. miejsca w rundzie kwalifikacyjnej. Zaledwie rok po olimpijskim sukcesie, pod koniec 1993 roku Terry porzucił karierę sportową ze względu na problemy finansowe. Przygotowując się do igrzysk Terry był bezrobotny, zaś brytyjski rząd odmówił mu przyznania zasiłku w trakcie reprezentowania przez Terry’ego ich kraju.
Po trzynastu latach przerwy Terry powrócił do sportu w 2006 roku, mając nadzieję, na występ olimpijski podczas igrzysk olimpijskich 2012 w Londynie. W tym samym roku zdobył wraz z drużyną srebrny medal na finale Pucharu Świata w Turcji. W 2008 roku otrzymał kwalifikację olimpijską na igrzyska w Pekinie, gdzie indywidualnie zajął 49. miejsce, zaś wraz z drużyną miejsce 12. W połowie 2009 roku awansował na drugie miejsce w światowych rankingach, kiedy to zdobył swój drugi srebrny, ale tym razem indywidualny medal podczas finału Pucharu Świata w rodzinnej Szkocji, w Edynburgu. Rok później zdobył kolejny srebrny medal tej imprezy wraz z drużyną. W 2012 roku, dokładnie 20 lat od debiutu olimpijskiego, Terry wystąpił na igrzyskach w Londynie, gdzie odpadł w rundach kwalifikacyjnych, zarówno indywidualnie jak i drużynowo.

## Osiągnięcia
Igrzyska olimpijskie
- indywidualnie (1992); drużynowo (1992)

Puchar Świata
- indywidualnie (2009); drużynowo (2006, 2010)